# Sylejman Selimi
Sylejman Selimi (ur. 25 września 1970 w Açarevë) – kosowski wojskowy w stopniu generała porucznika (gjenerallejtnant), zbrodniarz wojenny. Ostatni dowódca Korpusu Ochrony Kosowa (2006–2009), pierwszy dowódca Sił Bezpieczeństwa Kosowa (2009–2011), ambasador Republiki Kosowa w Tiranie, doradca premiera Ramusha Haradinaja (2019).

## Życiorys
Ukończył szkołę podstawową w Açarevë oraz szkołę średnią w Klinie w 1988 roku; w czasach liceum trenował piłkę nożną, po ukończeniu nauki wyemigrował do Niemiec, gdzie grał w klubach trzecioligowych. W 1990 roku wrócił na teren Kosowa i studiował przez dwa lata na Wydziale Górnictwa i Metalurgii w Mitrowicy, ostatecznie jednak nie ukończył studiów. W latach 2006–2009 studiował prawo na Państwowym Uniwersytecie w Tetowie, odbył następnie studia magisterskie na Fama College w Prisztinie.
W 1992 roku współzałożył Armię Wyzwolenia Kosowa, gdzie zajmował stanowiska w strukturach dowodzenia, a od marca do kwietnia 1999 roku dowodził sztabem generalnym armii. W latach 2000–2006 był wicedowódcą, a w latach 2006–2009 ostatnim dowódcą Korpusu Ochrony Kosowa. Po rozwiązaniu korpusu w styczniu tegoż roku objął funkcję dowódcy utworzonych w jego miejsce Sił Bezpieczeństwa Kosowa, 22 lipca 2011 roku zrezygnował z pełnionej przez siebie funkcji w związku z przejściem na emeryturę. Był następnie ambasadorem Republiki Kosowa w Tiranie.
W maju 2015 roku został skazany przez sąd w Mitrowicy na 8 lat pozbawienia wolności za torturowanie więźniów przetrzymywanych w Likovacu przez żołnierzy UÇK w latach 1998–1999. W październiku 2016 roku wyrok skrócono do 7 lat, a dnia 25 stycznia 2019 roku Selimi został warunkowo zwolniony z więzienia. Po kilku dniach został mianowany doradcą premiera Ramusha Haradinaja, decyzja ta została skrytykowana przez Marigonę Shabiu – dyrektor wykonawczą organizacji pozarządowej Youth Initiative for Human Rights w Kosowie; organizacja wydała wspólne oświadczenie z YIHR w Serbii, stwierdzając, że dla zbrodniarzy wojennych nie ma miejsca w rządzie. Takie same stanowisko zajął ambasador Stanów Zjednoczonych Ameryki w Prisztinie Philip Scott Kosnett. W czerwcu 2019 roku Selimi zrezygnował z piastowanego stanowiska.
Deklaruje znajomość języków angielskiego i serbskiego.

## Odznaczenia[3]
- Medal Adema Jashariego
- Medal za Służbę w Korpusie Ochrony Kosowa
- Złoty Medal Orła
- Złoty Medal Wojskowy
- Złoty Medal Wolności

## Życie prywatne
Ma brata Fidana.
Żonaty z Kimete Selimi, z którą ma jedną córkę i dwóch synów.